# Massimo Scattolin
Massimo Scattolin (Treviso, 23 gennaio 1956) è un chitarrista italiano.
Inizia lo studio della chitarra con il Maestro Giorgio Baratella, perfezionandosi in seguito con Alirio Díaz.
Dopo aver iniziato giovanissimo la sua attività concertistica come solista, si è dedicato alla musica da camera, per specializzarsi poi nell'esecuzione dei principali concerti per chitarra e orchestra, meritandosi la dedica di opere di grandi compositori, come ad esempio Violet Archer e Astor Piazzolla.
Si è così imposto brillantemente al pubblico in Europa e negli Stati Uniti, unanimemente definito dalla critica uno dei migliori esecutori della chitarra. È stato inoltre collaboratore delle principali reti televisive europee ed ha lavorato intensamente anche nel teatro con grandi attori come Cucciolla, Pagliai, Gassman.
Membro di commissioni in prestigiosi concorsi nazionali e internazionali, è docente in vari corsi di perfezionamento in Italia e all'estero, ed è il primo chitarrista italiano titolare di cattedra di master al "Mozarteum" di Salisburgo.
Ha inciso per la Symposium, la Sonar e la Rivoalto vari CD, sia come solista, sia con i violinisti Giuliano Carmignola e Franco Mezzena, il flautista Roberto Fabbriciani, il Quartetto Amati, il pianista Massimiliano Damerini, il percussionista Tullio De Piscopo, i violoncellisti Julius Berger, Walter Vestidello, Arturo Bonucci, il violista Marcello Defant, il chitarrista Tolo Marton.   
Collabora inoltre con il chitarrista Carlos Bonell, il violinista Paul Roczek, il violoncellista Patrick Demenga,  il pianista Massimo Somenzi e il violinista Paolo Tagliamento . Ha fondato gli ensemble “Paganini Consort” e “Guitarland”.